# Беркитсвил (Охајо)
Беркитсвил (енгл. Burkettsville) град је у америчкој савезној држави Охајо.

## Демографија
По попису из 2010. године број становника је 244, што је 10 (-3,9%) становника мање него 2000. године.
| Група             | 2000.       | 2010.       |
| Белци             | 251 (98,8%) | 242 (99,2%) |
| Афроамериканци    | 0 (0,0%)    | 2 (0,8%)    |
| Азијати           | 0 (0,0%)    | 0 (0,0%)    |
| Хиспаноамериканци | 0 (0,0%)    | 2 (0,8%)    |
| Укупно            | 254         | 244         |